# 長野県立池田工業高等学校
もしかして
- 長野県池田工業高等学校

ではありませんか？